# آرتور سالیوان
آرتور سالیوان (انگلیسی: Arthur Sullivan; ۱۳ مهٔ ۱۸۴۲ – ۲۲ نوامبر ۱۹۰۰) آهنگساز اهل بریتانیا بود. شهرت او بیشتر برای ۱۴ همکاری اپرایی با دابلیو. اس. گیلبرت است که با عنوان گیلبرت و سالیوان شناخته می‌شود. شناخته‌شده‌ترین این اپراها کشتی پینافور، دزدان دریایی پنزانس، و میکادو هستند.
در اپراهای گیلبرت و سالیوان، قراردادهای اپرایی هجو می‌شد و طمطراق های مقامات مورد تمسخر قرار می‌گرفت. اما سالیوان که می‌خواست او را آهنگسازی جدی بدانند آثار متعدد سازی، کرال و اپرایی دیگر نیز نوشت.
وی همچنین برندهٔ جوایزی همچون لژیون دونور (شوالیه) و شوالیه (لقب) شده‌است.